# Karel Reiner
Karel Reiner (Žatec, 27 juni 1910 – Praag, 17 oktober 1979) was een Tsjechisch componist, advocaat en pianist. Hij was een zoon van Sime Reinerová en Josef Reiner, oppercantor van de Joodse gemeente in de stad.

## Levensloop
Reiner studeerde op wens van zijn vader eerst aan de Karelsuniversiteit Praag rechten en promoveerde in dit vak in 1933. Tegelijkertijd ging hij zijn muzikale neigingen na en studeerde aan het Státní konservatori hudby v Praze te Praag bij Zdeněk Nejedlý, Alois Hába en Josef Suk.
Met maatschappelijk-kritische werken, vooral in het Theater van Emil František Burian, kon hij zich in het Praagse muziekleven van de jaren 1930 vestigen. Als concertpianist zette hij zich tussen 1931 tot 1938 in voor de nieuwe muziek en voerde onder andere de kwarttoonswerken van zijn leraar Alois Hába op. Na de bezetting door de nazi's werd het voor hem steeds moeilijker in het openbaar te concerteren. Hij was een van de pianisten die huisconcerten als uitdrukking van een soort geestig-cultureel verzet uitoefenden, begeleid door een voortdurende angst voor denunciatie. In 1942 ontstond onder de indrukken van de bezetting en zijn persoonlijke situatie de 2e Sonate voor piano, een belangrijk werk waarin de Hussietenkoraal "Kdož sú boží bojovníci (Waar de Godstrijders zijn)", de Tsjechische hymne "Kde domov můj" en de Internationale samen verwerkt zijn. Het werk draagt de ondertitel "Vítězstvi (Overwinning)".
In mei 1942 huwde hij met Hana Steinerová. Op 5 juli 1943 werden beiden naar het concentratiekamp Theresienstadt gedeporteerd. Hij vormde met andere componisten aldaar een componistengroep, hij was de enige van hen, die overleefde. Zijn ouders overleden in Theresienstadt. In de herfst van 1944 werd hij naar het concentratiekamp Auschwitz en later nog naar Dachau gebracht. In Dachau beleefde hij de bevrijding.
Na de Tweede Wereldoorlog werkte hij van 1945 tot 1947 aan de nieuwe Opera 5. května (Opera van de 5e mei). Vervolgens werkte hij als freelancecomponist en als voorzitter van het Tsjechische muziekfonds en lid van de Tsjechische componistenfederatie.
Reiner schreef een omvangrijk oeuvre tot dat onder andere twee opera's, werken voor orkest, harmonieorkest, koren en kamermuziek behoren.
Een herinterpretatie van liederen uit de Květěný kůň-cyclus en een uitvoering uit het getto Staročeská Esther in Terezín werd voorbereid door Aida Mujačič.

## Composities

### Werken voor orkest
- 1935 Ouvertura e danza, voor orkest
- 1935 Zpěv z hor, Tanec, voor hoorn en orkest
- 1947 Divertimento, voor klarinet, harp en strijkorkest
- 1950 Jarní předehra (Lente ouverture), voor orkest
- 1959 Symfonie, voor orkest
- 1960 Motýli tady nežijí, zes schilderijen voor orkest
- 1963 Symfonická předehra (Symfonische ouverture), voor orkest
- 1965 Concert, voor basklarinet en orkest
- 1967 Koncertantní suita (Concertante suite), voor orkest
- 1975 Promluvy, voor kamerorkest
- 1976 Hudba, voor strijkorkest
- 1977 Diptych, voor orkest
- 1978 Tři symfonické věty, voor orkest
- Diptych, Introdukce a Allegro, voor orkest
- Mládežnický tanec, voor orkest met accordeon en piano
- Tři české tance (Drie Tsjechische dansen), voor orkest

### Werken voor harmonieorkest
- 1947 Koncertantní suita (Concertante suite), voor harmonieorkest
- 1969 Concertino, voor fagot en harmonieorkest

### Cantates
- 1952 Bylo jim tisíc let, cantate voor gemengd koor en orkest – tekst: K. Šiktance "Patetická"

### Muziektheater

#### Opera's
| Voltooid in | titel                 | aktes | première | libretto |
| ----------- | --------------------- | ----- | -------- | -------- |
| 1950        | Das verwunschene Lied |       |          |          |
| 1972        | Das Schustermärchen   |       |          |          |

#### Toneelmuziek
- 1943 Esther, toneelmuziek – tekst: naar Edmond Rostand "Les Romanesques"

### Werken voor koren
- Květovaný kůň, kinderliederen voor gemengd koor – tekst: N. Frýda
- Mírová, voor gemengd koor
- To je strana, voor gemengd koor en orkest

### Vocale muziek
- 1936 14 písní (14 liederen), voor alt, bariton en orkest
- 1956 Rodná zem, vijf liederen voor tenor en piano
- 1968 Ábrnky – 5 písní dětem, voor zangstem en piano
- 1969 Třipsiny, voor zangstem en piano – tekst: J. Havla
- 1970 Z "Krotkých Xenií", voor bas en piccolo (ook voor mezzosopraan en piccolo) – tekst: Johann Wolfgang von Goethe
- 5 písní (5 liederen), voor zangstem en viool
- Březen, zangcyclus voor lage stem en orkest
- Pěvec, voor zangstem en orkest
- Písně, voor zangstem en piano
- Sládek dětem, voor sopraan, alt en piano (in kwaarttoonssystem), op. 38b

### Kamermuziek
- 1931/1963 Dodici (Dvanáct), suite voor blazerskwintet
- 1931 Strijkkwartet nr. 1
- 1946 Sonata brevis, voor cello en piano, op. 39
- 1954 Čtyři skladby (Vier stukken), voor klarinet en piano
- 1955 Tři skladby, voor hobo en piano
- 1958 Sonáta, voor contrabas en piano
- 1959 Sonáta, voor viool en piano
- 1960 Elegie a capriccio, voor cello en piano
- 1961 Malá suita, voor blazersnonet (dwarsfluit, 2 hobo's, 2 klarinetten, 2 hoorns en 2 fagotten)
- 1964 Šest studií, voor dwarsfluit en piano
- 1965 Suita, voor fagot en piano
- 1966 Črty, voor viool, altviool, cello en piano
- 1966 Tři skladby (Drie stukken), voor basklarinet en piano
- 1968 Čtyři zkratky, voor koperkwintet (2 trompetten, hoorn en 2 trombones)
- 1968 Dua, voor twee gelijke blaasinstrumenten
- 1969 Volné listy, voor klarinet, cello en piano
- 1970 Formule, voor trombone en piano
- 1970 Kresby, voor viool, klarinet, hoorn en piano
- 1971 Dua, voor 2 klarinetten
- 1972 Akrostichon e Allegro, voor basklarinet en piano
- 1972 Hrátky, voor blazerskwintet
- 1973 Repliky, voor dwarsfluit, altviool en harp
- 1974 Preambule, voor dwarsfluit, hobo, klarinet, fagot, hoorn, viool, altviool, cello en contrabas
- 1974 Preambule nr. 2, voor dwarsfluit, hobo, klarinet, fagot, hoorn, viool, altviool, cello en contrabas
- 1975 Sloky, voor altviool en piano
- 1977 Portréty, suite voor viool, altviool en cello
- 1978 Dialogy, voor twee dwarsfluiten
- 1979 Hovory, voor dwarsfluit en baritonsaxofoon
- 1979 Panely, voor 2 trompetten, hoorn, 2 trombones en tuba
- 6 bagatel (6 bagatellen), voor trompet en piano
- Concert, voor nonet (dwarsfluit, hobo, klarinet, fagot, hoorn, viool, altviool, cello en contrabas)
- Dvě skladby (Twee stukken), voor hoorn en piano
- Dvě skladby, voor altsaxofoon en piano
- Dvě skladby, voor hobo en harp
- Fanfáry pražské, voor 3 trompetten, 4 trombones en tuba
- Hudba, voor vier klarinetten
- Prolegomena, voor strijkkwartet
- Sentence, voor dwarsfluit, viool, altviool en cello
- Strijkkwartet nr. 3
- Tercety, voor hobo, klarinet en fagot
- Trio, voor viool, cello en piano

### Werken voor orgel
- 1963 3 preludia

### Werken voor piano
- 1930 5 jazzových studií (5 jazzstudies)
- 1931 Sonáta nr. 1
- 1936 Předehra a tanec (Ouverture en dans), voor 2 piano's
- 1942 Sonáta nr. 2, op. 35
- 1961 Sonáta nr. 3
- 1964-1965 Tři skladby
- 1974 Zárodky
- 9 veselých improvizací
- Ej, úhory, ej, lány
- Sedm skladeb pro děti

### Werken voor harp
- 1964 Suita

### Werken voor cimbalom
- Tři koncertantní etudy

### Werken voor gitaar
- 1973 Náměty
- 1977 Ouvertura ritmica